# Alonso Izaguirre
Alonso Izaguirre López (Culiacán, 14 dicembre 1976) è un ex cestista messicano.

## Carriera
Con il Messico ha disputato due edizioni dei Campionati americani (2001, 2005).